# Hlodvir Thorfinnsson
Hlodvir Thorfinnsson (vieux-norrois : Hlöðvir)  est Jarl ou  comte des Orcades de 980 à 987.

## Origine
Hlodvir est le 4e fils de Thorfinn Hausakljufr  à lui succéder à la tête des Orcades.

## Règne
La Saga des Orcadiens ne donne pratiquement aucune information sur son règne. Elle indique simplement qu'il épouse Eðna (gaélique : Eithne) une fille d'un roi irlandais qu'elle nomme Kjarval (gaélique : Cearbhal) identifié de manière anachronique avec Cerball mac Dúnlainge et qu'ils ont un fils le futur Jarl Sigurd II Digri.
Hlodir meurt de maladie avant d'être inhumé sous un tertre à Höfn aujourd'hui Ham au Caithness.

## Postérité
Outre la parternité de Sigurd Hlodvirsson, des précisions liées au règne de ce dernier permettent d'attribuer à Hlodvir deux filles :
- la première épouse d'Havardr (Havarðr) gouverneur du Caithness pour le compte de Hlodvir et de Sigurd II Digri ;
- la seconde Hvarflöd épouse du Jarl Gilli des Hébrides (1005-1025) pour le compte de Sigurd II Digri[2].